# Rio Quati
O rio Quati é um curso de água que banha o oeste do estado do Paraná. Afluente do rio Cascavel, sua extensão é de aproximadamente 8,73 km². O rio apresenta pouca vegetação ciliar, sofrendo com assoreamento em determinados períodos do ano.
Tem uma profundidade média de 0,95 m, largura média de 10,07m e vazão média de 3,66 m³/s.

## Poluição e degradação ambiental
O rio Quati, localizado no município de Cascavel, sofre com significativa degradação ambiental devido à ação antrópica, incluindo processos de eutrofização e contaminação por substâncias tóxicas. Esses fatores comprometem a saúde do ecossistema aquático, afetando espécies nativas e os serviços ecossistêmicos associados. Estudos recentes destacam a necessidade de monitoramento e medidas de recuperação para mitigar os danos, especialmente em áreas críticas da bacia hidrográfica.
Uma pesquisa realizada em 2023 investigou a presença de poluentes sintéticos na dieta de Ancistrus mullerae, um peixe endêmico da bacia do Iguaçu. A análise dos conteúdos gastrointestinais dos peixes revelou a ingestão de partículas de polímeros presentes em todos os indivíduos estudados. O método empregado incluiu técnicas de microscopia óptica e avaliação volumétrica, evidenciando a extensão da contaminação por microplásticos no ambiente.
O rio sofre com o acúmulo de resíduos como garrafas PET, isopor e até mesmo embalagens de óleo de motor, materiais que poderiam ser reciclados, mas são descartados irregularmente. A Secretaria do Meio Ambiente de Cascavel realiza periodicamente trabalhos de remoção de detritos, mas em pouco tempo o lixo volta a se acumular.